# Evert Roskam

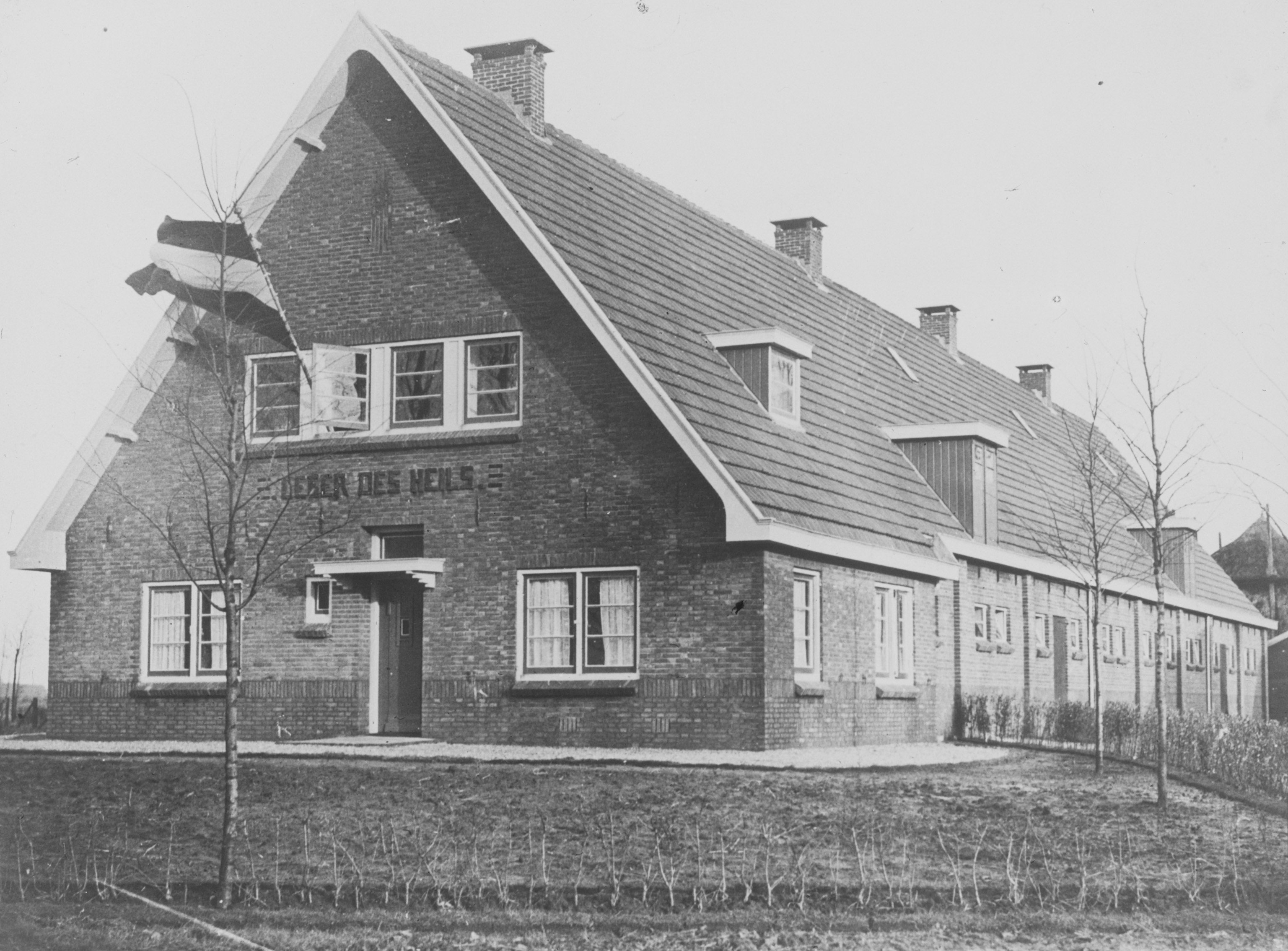
Boerderij Batelaar bij Lunteren

Evert Jan Roskam (Barneveld, 22 januari 1892 - Ede, 4 oktober 1974) was een Nederlandse activist voor de NSB.

## Jeugd
Na een afgebroken opleiding aan de HBS nam hij een deel van het levensmiddelenbedrijf van zijn vader over. Dit bedrijf ging in 1922 failliet en Roskam verhuisde naar Amsterdam om als koopman te gaan werken. Ook deze onderneming ging na een aantal jaar failliet.

## NSB
Omdat Roskam altijd al belangstelling had in politiek, werd hij in 1933 lid van de NSB onder nummer 2698. Hij hield zich veel met de landbouw bezig en wist zich binnen de NSB op te werpen als landbouwspecialist. Hij schreef zelfs een boek over de wereldbeschouwing van de Nederlandse boer. Verder was hij binnen de NSB een vroege voorvechter van Germaans racisme en de "Blut en Boden"-ideologie.

## Oorlog
Nadat hij tijdens de meidagen van 1940 geïnterneerd was geweest, kreeg hij de leiding over de NSB-organisatie Boerenfront. Deze organisatie ging na een aantal door de Duitse bezetter afgedwongen fusies door het leven als Nederlandse Landstand, waar alle boeren vanaf 1941 automatisch lid van werden. Roskam bleef de leider en kreeg de titel "Boerenleider". Hij kreeg de boerderij "Batelaar" (eigendom van het Leger des Heils) in beheer. Volgens historici was hij weinig vaardig in het leiden van de organisatie en delegeerde hij veel taken aan zijn ondergeschikte O.F.J. Damave, die geld verduisterde. In 1943 kwam deze corruptie aan het licht. Ook werd bekend dat Roskam ervan op de hoogte was en er zelf van had geprofiteerd. Hij werd gedwongen zich terug te trekken. Tot het eind van de oorlog speelde Roskam geen opvallende rol meer.

## Latere jaren
Na de bevrijding werd Roskam opgepakt en tot drieënhalf jaar celstraf veroordeeld. Zijn straf viel licht uit dankzij ontlastende verklaringen van o.m. mensen uit het verzet. Na zijn vrijlating werd hij weer boer op de Veluwe. 
In de jaren zestig schreef hij enkele artikelen in publicaties van de Boerenpartij. In deze publicaties gaf hij te kennen nog steeds achter veel van zijn oude idealen te staan. In 1974 overleed hij.

## Begraven
Roskam en mr. Hermannus Reydon (secretaris-generaal van het Departement van Volksvoorlichting en Kunsten) liggen gebroederlijk naast elkaar begraven op de (oude) algemene begraafplaats te Lunteren. Het graf was eigendom van Roskam en door hem ter beschikking gesteld aan Reydon. Op Reydons graf prijkt een omgekeerde eolh-rune en op dat van Roskam een odal-rune.
 Portaal: Fascisme en nationaalsocialisme in Nederland · Fascisme · Nationaalsocialisme